# ريان هارلي
ريان هارلي (بالإنجليزية: Ryan Harley)‏ (22 يناير 1985 ببرستل في المملكة المتحدة - ) هو لاعب كرة قدم بريطاني في مركز الوسط. لعب مع برايتون أند هوف ألبيون وسوانزي سيتي وسويندون تاون وفوريست غرين وميلتون كينز دونز ونادي إكزتر سيتي ونادي بريستول سيتي وWeston-super-Mare A.F.C. ‏.

## وصلات خارجية
- ريان هارلي على موقع قاعدة بيانات كرة القدم.إي يو (الإنجليزية)
- ريان هارلي على موقع Soccerbase.com (لاعب) (الإنجليزية)